# 18749 Ayyubguliev
18749 Ayyubguliev è un asteroide della fascia principale. Scoperto nel 1999, presenta un'orbita caratterizzata da un semiasse maggiore pari a 2,2185406 au e da un'eccentricità di 0,0955840, inclinata di 3,91783° rispetto all'eclittica.
L'asteroide è dedicato all'astronomo azero Ayyub Salakh-ogly Guliev.